# L'operazione Chaos e gli omicidi Manson
L'operazione Chaos e gli omicidi Manson (CHAOS: The Manson Murders) è un film documentario del 2025 diretto da Errol Morris, che tratta di Charles Manson e dei suoi seguaci.
È un adattamento del libro CHAOS: Charles Manson, the CIA, and the Secret History of the Sixties del 2019, scritto da Tom O'Neill con Dan Piepenbring. Il film ha avuto la sua prima al Museum of Modern Art ed è successivamente stato diffuso da Netflix il 7 marzo 2025.

## Produzione
Il 19 luglio 2019 la rivista Variety riportò la notizia che gli Amazon Studios avevano acquistato i diritti del libro CHAOS: Charles Manson, the CIA, and the Secret History of the Sixties. Prima della pubblicazione, un adattamento del libro di O'Neill era stato in lavorazione da parte di Errol Morris in collaborazione con Netflix, ma O'Neill si era tirato indietro dal progetto a causa di divergenze artistiche.
Il 20 dicembre 2023, Screen International pubblicò un'intervista circa il nuovo film di Morris, The Pigeon Tunnel. Alla fine dell'intervista, Morris disse che stava per completare il suo prossimo lavoro, Separated, e che avrebbe iniziato la produzione dell'adattamento del libro di O'Neill per Netflix.
A fine gennaio 2025 la piattaforma di streaming digitale Netflix inserì tra i "prossimamente" CHAOS: The Manson Murders.

## Distribuzione
Il documentario venne proiettato in anteprima assoluta presso il Museum of Modern Art di New York, il 6 marzo 2025. Il giorno successivo fu distribuito a livello mondiale su Netflix.

## Accoglienza
Sull'aggregatore di recensioni Rotten Tomatoes ha un indice di gradimento del 74% basato su 19 recensioni, con un voto medio di 6,6 su 10.
Alissa Wilkinson del The New York Times scrisse che il film è "avvincente" per il suo commento sul duraturo interesse per Manson non come risultato degli omicidi da lui pianificati ma piuttosto della natura magnetica del suo controllo mentale sui seguaci, mentre lamentò che il film di Morris contenesse elementi dello "stile ormai consolidato dei true crime di Netflix".
Daniel Fienberg di The Hollywood Reporter criticò l'approccio di Morris al caso Manson definendolo "volutamente noioso", dicendo che conteneva 45 minuti di "rigurgiti insipidi" e mancava di una "storia" essenziale per elaborare i tragici eventi. Fienberg aggiunse inoltre che alle teorie complottiste di O'Neill "non viene dato abbastanza spazio per poterle rendere credibili", risultante in un "complicato meta-commento trasmesso liberamente sotto forma di un macabro thriller cospirativo, presentato in forma affrettata a un pubblico che divorerebbe volentieri molte altre ore della terribile vera storia degli omicidi della famiglia Manson."